# Charaxes alcimede
Charaxes alcimede är en fjärilsart som beskrevs av Stoneham 1960. Charaxes alcimede ingår i släktet Charaxes och familjen praktfjärilar. Inga underarter finns listade i Catalogue of Life.